# Titularerzbistum Serrae
Serrae (ital.: Serre) war ein Titularerzbistum der römisch-katholischen Kirche. 
Es ging zurück auf einen untergegangenen Bischofssitz in der antiken Stadt Serrai (heute Serres) in der römischen Provinz Macedonia im heutigen Norden Griechenlands. 
| Titularerzbischöfe von Serrae |                                |                                               |                   |                   |
| Nr.                           | Name                           | Amt                                           | von               | bis               |
| 1                             | Enrico Pietro Delega Kossowski | Weihbischof in Włocławek (Polen)              | 24. März 1884     |                   |
| 2                             | Juan Bautista Castro           | Koadjutorerzbischof von Caracas (Venezuela)   | 30. Dezember 1903 | 31. Mai 1904      |
| 3                             | Frediano Giannini OFM          | Apostolischer Vikar von Aleppo (Syrien)       | 16. Januar 1905   | 25. Oktober 1939  |
| 4                             | Jossyf Slipyj                  | Koadjutorerzbischof von Lemberg (Ukraine)     | 25. November 1939 | 1. November 1944  |
| 5                             | Umberto Malchiodi              | Koadjutorerzbischof von Piacenza (Italien)    | 18. Februar 1946  | 30. Juni 1961     |
| 6                             | Louis-Joseph Kerkhofs          | Koadjutorbischof von Lüttich (Belgien)        | 7. Dezember 1961  | 31. Dezember 1962 |
| 7                             | Angelo Paino                   | emeritierter Erzbischof von Messina (Italien) | 7. März 1963      | 29. Juli 1967     |